# David Zima
David Zima (Olomouc, 8 november 2000) is een Tsjechisch voetballer die doorgaans speelt als centrale verdediger. In februari 2024 verruilde hij Torino voor Slavia Praag. Zima maakte in 2021 zijn debuut in het Tsjechisch voetbalelftal.

## Clubcarrière
Zima speelde in de jeugd van Sigma Olomouc. Hier speelde hij zijn eerste professionele wedstrijd op 9 november 2009, toen met 1–0 verloren werd van Tescoma Zlín. Zima begon als basisspeler aan het duel en mocht het gehele duel meespelen. In februari 2020 werd de verdediger voor een half seizoen op huurbasis overgenomen door Slavia Praag, met een optie tot koop. In dat halve jaar veroverde hij met Slavia Praag het landskampioenschap. Hierop werd hij definitief aangetrokken door Slavia voor een bedrag van circa 1,3 miljoen euro. Bij zijn nieuwe club zette hij zijn handtekening onder een verbintenis voor de duur van vier seizoenen. Na een jaar verkocht Slavia hem weer; voor circa 5,9 miljoen euro nam Torino hem over en ook hier tekende hij een contract voor vier jaar. In zijn eerste seizoen kwam Zima tot twintig competitieoptredens, wat er het jaar erna negen werden. Tijdens de winterstop van zijn derde seizoen in Turijn keerde hij voor circa vier miljoen euro terug bij Slavia Praag. Hij tekende voor vierenhalf jaar bij zijn oude club.

## Clubstatistieken
| Seizoen | Club           | Competitie   | Competitie | Competitie | Beker | Beker | Internationaal | Internationaal | Totaal | Totaal |
| Seizoen | Club           | Competitie   | Wed.       | Dlp.       | Wed.  | Dlp.  | Wed.           | Dlp.           | Wed.   | Dlp.   |
| ------- | -------------- | ------------ | ---------- | ---------- | ----- | ----- | -------------- | -------------- | ------ | ------ |
| 2019/20 | Sigma Olomouc  | Fortuna liga | 2          | 0          | 1     | 0     | —              | —              | 3      | 0      |
| 2019/20 | → Slavia Praag | Fortuna liga | 12         | 1          | 0     | 0     | —              | —              | 12     | 1      |
| 2020/21 | Slavia Praag   | Fortuna liga | 21         | 0          | 3     | 0     | 11             | 0              | 35     | 0      |
| 2021/22 | Slavia Praag   | Fortuna liga | 4          | 0          | 0     | 0     | 3              | 0              | 7      | 0      |
| 2021/22 | Torino         | Serie A      | 20         | 0          | 0     | 0     | —              | —              | 20     | 0      |
| 2022/23 | Torino         | Serie A      | 9          | 0          | 2     | 1     | —              | —              | 11     | 1      |
| 2023/24 | Torino         | Serie A      | 5          | 0          | 1     | 0     | —              | —              | 6      | 0      |
| 2023/24 | Slavia Praag   | Fortuna liga | 14         | 0          | 1     | 0     | 2              | 0              | 17     | 0      |
| 2024/25 | Slavia Praag   | Fortuna liga | 23         | 2          | 1     | 0     | 10             | 0              | 34     | 2      |
| Totaal  | Totaal         | Totaal       | 110        | 3          | 11    | 1     | 24             | 0              | 145    | 4      |

Bijgewerkt op 18 juni 2025.

## Interlandcarrière
Zima maakte zijn debuut in het Tsjechisch voetbalelftal op 24 maart 2021, toen een kwalificatiewedstrijd voor het WK 2022 gespeeld werd tegen Estland. Namens dat land scoorden Rauno Sappinen en Henri Anier, terwijl de Tsjechen Patrik Schick, Antonín Barák, Tomáš Souček (driemaal) en Jakub Jankto zorgden voor de uitslag 2–6. Zima moest van bondscoach Jaroslav Šilhavý op de reservebank beginnen en mocht vijf minuten voor het einde van de wedstrijd invallen voor Ondřej Čelůstka.
In mei 2021 werd Zima door bondscoach Jaroslav Šilhavý opgenomen in de Tsjechische selectie voor het uitgestelde EK 2020. Op het toernooi werd Tsjechië in de kwartfinale uitgeschakeld door Denemarken (1–2). Daarvoor had het in de groepsfase gewonnen van Schotland (0–2), gelijkgespeeld tegen Kroatië (1–1) en verloren van Engeland (0–1). In de achtste finale werd Nederland uitgeschakeld met 0–2. Zima kwam niet in actie. Zijn toenmalige teamgenoten Tomáš Holeš, Lukáš Masopust, Petr Ševčík, Jan Bořil (allen eveneens Tsjechië) en Jakub Hromada (Slowakije) waren ook actief op het EK.
Zijn eerste interlanddoelpunt maakte Zima op 22 maart 2024, tijdens zijn twintigste optreden in de nationale ploeg. Tijdens een vriendschappelijke wedstrijd tegen Noorwegen bracht hij zijn ploeg langszij nadat Oscar Bobb de score had geopend. Uiteindelijk won Tsjechië deze wedstrijd door een doelpunt van Antonín Barák: 1–2.
Zima werd in mei 2024 door bondscoach Ivan Hašek opgenomen in de selectie van Tsjechië voor het EK 2024 in Duitsland. Tsjechië werd in de groepsfase uitgeschakeld na nederlagen tegen Portugal (2–1) en Turkije (1–2) en een gelijkspel tegen Georgië (1–1). Zima kwam tijdens het EK niet in actie. Zijn toenmalige clubgenoten Ivan Schranz (Slowakije), Jindřich Staněk, Tomáš Holeš, Petr Ševčík, David Douděra, Mojmír Chytil, Lukáš Provod, Tomáš Vlček en Matěj Jurásek (allen eveneens Tsjechië) waren ook actief op het toernooi.
| Interlands van David Zima voor Tsjechië | Interlands van David Zima voor Tsjechië | Interlands van David Zima voor Tsjechië | Interlands van David Zima voor Tsjechië | Interlands van David Zima voor Tsjechië | Interlands van David Zima voor Tsjechië |
| №                                       | Datum                                   | Wedstrijd                               | Uitslag                                 | Competitie                              | Goals                                   |
| Als speler bij Slavia Praag             | Als speler bij Slavia Praag             | Als speler bij Slavia Praag             | Als speler bij Slavia Praag             | Als speler bij Slavia Praag             | Als speler bij Slavia Praag             |
| --------------------------------------- | --------------------------------------- | --------------------------------------- | --------------------------------------- | --------------------------------------- | --------------------------------------- |
| 1                                       | 24 maart 2021                           | Estland – Tsjechië                      | 2 – 6                                   | WK 2022 kwalificatie                    |                                         |
| 2                                       | 4 juni 2021                             | Italië – Tsjechië                       | 4 – 0                                   | Vriendschappelijk                       |                                         |
| Als speler bij Torino                   |                                         |                                         |                                         |                                         |                                         |
| 3                                       | 11 oktober 2021                         | Wit-Rusland – Tsjechië                  | 0 – 2                                   | WK 2022 kwalificatie                    |                                         |
| 4                                       | 11 november 2021                        | Tsjechië – Koeweit                      | 7 – 0                                   | Vriendschappelijk                       |                                         |
| 5                                       | 16 november 2021                        | Tsjechië – Estland                      | 2 – 0                                   | WK 2022 kwalificatie                    |                                         |
| 6                                       | 24 maart 2022                           | Zweden – Tsjechië                       | 1 – 0                                   | WK 2022 kwalificatie                    |                                         |
| 7                                       | 29 maart 2022                           | Wales – Tsjechië                        | 1 – 1                                   | Vriendschappelijk                       |                                         |
| 8                                       | 2 juni 2022                             | Tsjechië – Zwitserland                  | 2 – 1                                   | Nations League 2022/23                  |                                         |
| 9                                       | 5 juni 2022                             | Tsjechië – Spanje                       | 2 – 2                                   | Nations League 2022/23                  |                                         |
| 10                                      | 9 juni 2022                             | Portugal – Tsjechië                     | 2 – 0                                   | Nations League 2022/23                  |                                         |
| 11                                      | 12 juni 2022                            | Spanje – Tsjechië                       | 2 – 0                                   | Nations League 2022/23                  |                                         |
| 12                                      | 24 september 2022                       | Tsjechië – Portugal                     | 0 – 4                                   | Nations League 2022/23                  |                                         |
| 13                                      | 27 september 2022                       | Zwitserland – Tsjechië                  | 2 – 1                                   | Nations League 2022/23                  |                                         |
| 14                                      | 16 november 2022                        | Tsjechië – Faeröer                      | 5 – 0                                   | Vriendschappelijk                       |                                         |
| 15                                      | 19 november 2022                        | Turkije – Tsjechië                      | 2 – 1                                   | Vriendschappelijk                       |                                         |
| 16                                      | 20 juni 2023                            | Montenegro – Tsjechië                   | 1 – 4                                   | Vriendschappelijk                       |                                         |
| 17                                      | 10 september 2023                       | Hongarije – Tsjechië                    | 1 – 1                                   | Vriendschappelijk                       |                                         |
| 18                                      | 17 november 2023                        | Polen – Tsjechië                        | 1 – 1                                   | EK 2024 kwalificatie                    |                                         |
| 19                                      | 20 november 2023                        | Tsjechië – Moldavië                     | 3 – 0                                   | EK 2024 kwalificatie                    |                                         |
| Als speler bij Slavia Praag             |                                         |                                         |                                         |                                         |                                         |
| 20                                      | 22 maart 2024                           | Noorwegen – Tsjechië                    | 1 – 2                                   | Vriendschappelijk                       | 37'                                     |
| 21                                      | 7 juni 2024                             | Tsjechië – Malta                        | 7 – 1                                   | Vriendschappelijk                       |                                         |
| 22                                      | 7 september 2024                        | Georgië – Tsjechië                      | 4 – 1                                   | Nations League 2024/25                  |                                         |
| 23                                      | 22 maart 2025                           | Tsjechië – Faeröer                      | 2 – 1                                   | WK 2026 kwalificatie                    |                                         |
| 24                                      | 25 maart 2025                           | Gibraltar – Tsjechië                    | 0 – 4                                   | WK 2026 kwalificatie                    |                                         |

Bijgewerkt op 18 juni 2025.

## Erelijst
| Fortuna liga | 3 | 2019/20, 2020/21, 2024/25 |